# Laryngophone

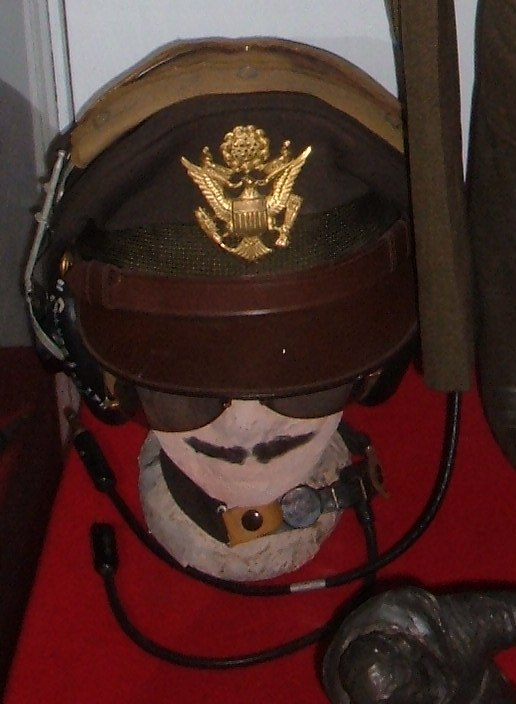
Laryngophone couplé à un casque audio, détail de l'uniforme d'un officier de l'USAAF (l'aviation américaine durant la Seconde Guerre mondiale), exposé au Pacific Coast Air Museum de Santa Rosa, en Californie.

Un laryngophone est un type de microphone conçu pour être placé sur la gorge d'un individu, sanglé autour de son cou et en contact avec sa peau, afin de capter les vibrations de son larynx et de ses cordes vocales, et ainsi restituer sa voix et ses paroles.
C'est un type particulier de microphone de contact, et en cela il s'oppose au microphone acoustique traditionnel, qui restitue le son en étant placé devant la bouche, pour capter les variations de la pression de l'air.
Il a été inventé par Stuart Ballantine qui l'a breveté en 1935.

## Utilisations
Il est utilisé :
- dans des environnements très bruyants où la communication serait perturbée avec un microphone acoustique (sur un chantier, à moto, dans un hélicoptère, sur un champ de bataille),
- ou bien pour permettre au locuteur de rester furtif en parlant à un niveau plus faible qu'avec un microphone acoustique (et ainsi ne pas révéler sa position), et en cachant l'appareil sous son col (dans les opérations sous couverture)[2].

Il présente donc un intérêt tactique, dans les domaines militaire, de la police et de la sécurité.

## Description
Il peut être connecté à un émetteur radio (talkie-walkie) ou à un téléphone mobile, éventuellement sans fil par bluetooth. Son déclenchement peut se faire automatiquement (en réagissant à la voix), ou bien manuellement (par pression sur une touche).
Il est généralement couplé à une oreillette (éventuellement montée sur un casque) ou à un casque audio.

## Limites
Le laryngophone permet certes d'augmenter efficacement le rapport signal sur bruit, mais il élimine par ailleurs les plus hautes fréquences du signal, et certaines expériences menées par l'armée américaine ont prouvé que cela pouvait nuire davantage à l'intelligibilité du discours que les parasites engendrés par l'utilisation d'un microphone acoustique.